# Nyctemera oroya
Nyctemera oroya är en fjärilsart som beskrevs av Swinhoe 1903. Nyctemera oroya ingår i släktet Nyctemera och familjen björnspinnare. Inga underarter finns listade i Catalogue of Life.